# Streifenprinie
Die Streifenprinie (Prinia gracilis) ist eine Singvogelart aus der Familie der Halmsängerartigen (Cisticolidae).

## Beschreibung
Die Streifenprinie erreicht eine Körperlänge von 10 bis 11 Zentimetern. Sie ähnelt dem Wüstendickichtsänger, jedoch ist ihr Kopf kleiner, runder und eher einfarbig. Die Oberseite ist recht einfarbig blass grau bräunlich, Oberkopf und Rücken sind fein dunkel gestrichelt. Im Vergleich zum Wüstendickichtsänger fehlen der helle Überaugenstreif und der dunkle Augenstreif. Die Unterseite ist einfarbig schmutzig weiß. Der Schwanz ist lang und stark gestuft. Die Steuerfedern besitzen schwarze Subterminalbinden und weiße Spitzen. Beim Männchen im Prachtkleid ist der Schnabel schwarz, beim Weibchen braun.

## Verbreitung und Lebensraum
Das Brutgebiet umfasst die Türkei und den Nahen Osten. Hier brütet die Art in trockenen und feuchten Gebieten in Buschwerk und hohem Gras sowie auch oft an den Ufern von Flüssen und Teichen und an Gräben. Die Streifenprinie bewohnt auch Kulturflächen und kommt in Gebäudenähe vor, wenn dort dichter Unterwuchs, Tamariskengebüsche, Schilf, Binsen oder Ähnliches vorhanden sind.

## Lebensweise

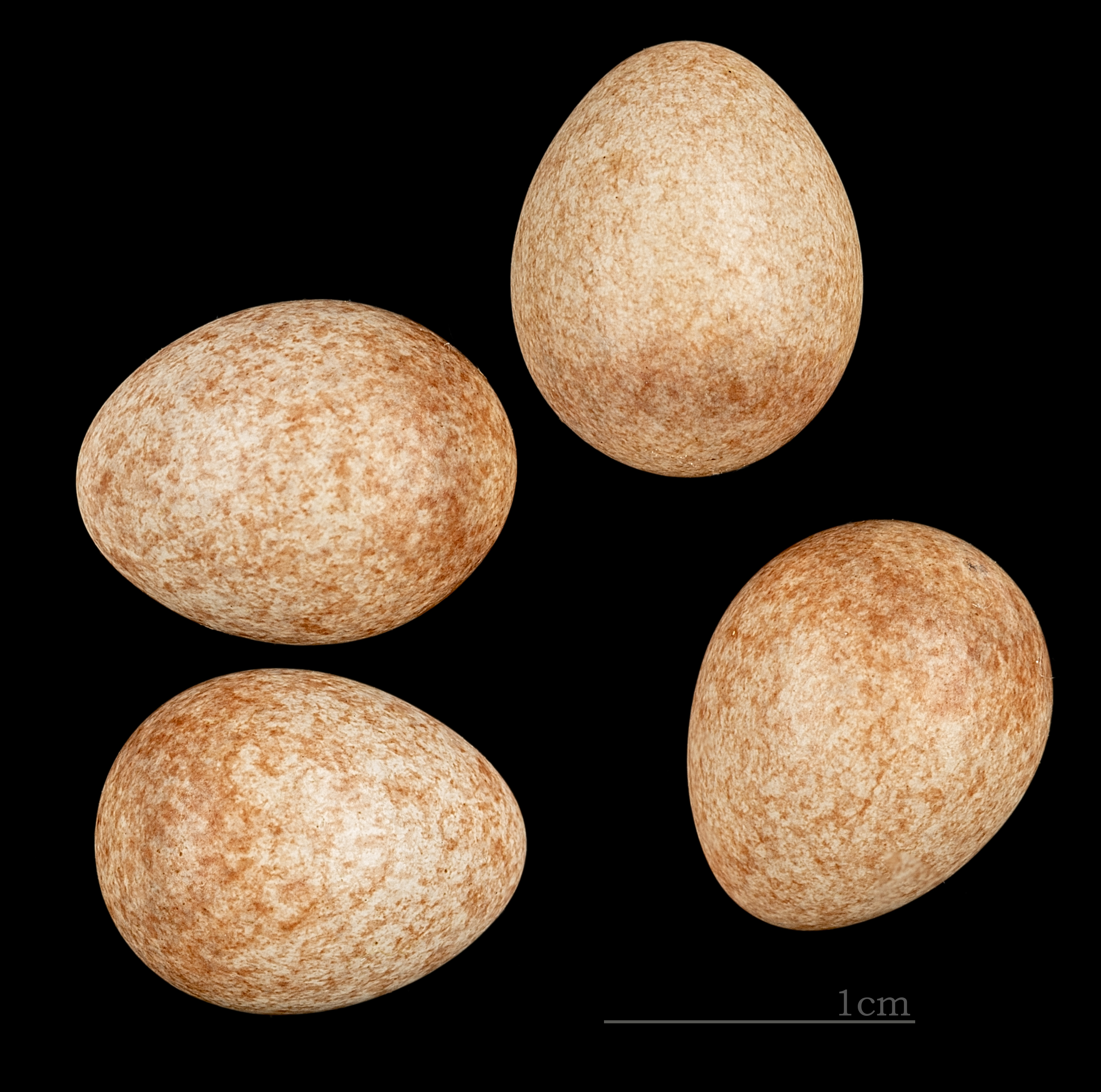
Prinia gracilis palaestinae

Die Streifenprinie ist meist wenig scheu und lebhaft, hält sich aber überwiegend in dichter Vegetation auf und kommt selten auf den Boden. Das geschlossene Nest wird in niedrigen Büschen oder in hohem Gras gebaut. Die Streifenprinie ist ein Jahresvogel.

## Stimme
Der Lockruf ist ein mehrfach wiederholtes explosives „tlipp!“ oder metallisch ratterndes „srrrrrrt“. Der Rhythmus schwingt etwas. Der Warnruf ist ein spitzes „tsiit“, welches dem des Baumpiepers ähnelt. Der Gesang ist ein monotones „srrLÍP srrLÍP“.

## Unterarten
Es sind folgende Unterarten bekannt:
- Prinia gracilis natronensis Nicoll, 1917 kommt in der Sketische Wüste vor.
- Prinia gracilis deltae Reichenow, 1904 ist vom Nildelta bis ins westliche Israel verbreitet.
- Prinia gracilis gracilis (Lichtenstein, MHC, 1823) kommt von Kairo bis in den nordöstlichen und zentralen Sudan sowie Somalia vor.
- Prinia gracilis ashi Alström, Rasmussen, Xia C, Zhang L, Liu C, Magnusson, Shafaeipour & Olsson, 2021 ist an der Küste Ostsomalias verbreitet.
- Prinia gracilis yemenensis Hartert, EJO, 1909 kommt im westlichen Saudi-Arabien, dem Jemen und dem südlichen Oman vor.
- Prinia gracilis hufufae Ticehurst & Cheesman, 1924 ist im nordöstlichen Saudi-Arabien und in Bahrain verbreitet.
- Prinia gracilis palaestinae Zedlitz, 1911 kommt  vom südlichen Syrien bis ins nordwestliche Saudi-Arabien vor.

## Belege
- R. F. Porter, S. Christensen, P. Schiermacker-Hansen: Birds of the Middle East. Princeton University-Press, Princeton und Oxford, 1996: S. 164–165 und 375, ISBN 978-0-691-12104-8
- Lars Svensson, Peter J. Grant, Killian Mullarney, Dan Zetterström: Der neue Kosmos-Vogelführer. Franckh-Kosmos-Verlag, Stuttgart 1999, ISBN 978-3-440-07720-7, S. 288 f.